# Ilionis Guillaume
Ilionis Guillaume (née le 13 janvier 1998 à Croix-des-Bouquets à Haïti) est une athlète française, spécialiste du 100 m haies et du triple saut.

## Biographie

### Débuts
Ilionis Guillaume se fait remarquer fin janvier 2015, à l'occasion des Championnats de France UNSS (scolaire) de Clermont-Ferrand où elle établit les records de France du 60 m haies et du saut en hauteur (1,82 m). Deux semaines plus tard, aux Championnats de France cadets-juniors de Nantes, l'athlète de Montpellier remporte trois médailles d'or : le 60 m haies en 8 s 26 (record de France), le saut en hauteur (1,79 m) et le triple saut (12,78 m).
Durant la saison estivale, elle est sélectionnée à la fois sur 100 m haies et triple saut pour les championnats du monde cadets de Cali, en Colombie : malheureusement, la Française échoue au pied du podium sur les 2 épreuves, en respectivement 13 s 31 et 13,02 m.
En juillet 2016, elle participe sur le triple saut aux Championnats du monde juniors de Bydgoszcz où elle revient avec une nouvelle déception, ne finissant que 9e.

### Sous la tutelle de Bily et Tamgho
En fin de saison, elle quitte sa ville natale de Montpellier pour aller s’entraîner à Boulouris avec Teddy Tamgho et Laurence Bily où un groupe de jeunes se forme (Rouguy Diallo, Martin Lamou, Melvin Raffin, Quentin Mouyabi). Le 21 juillet 2017, Ilionis Guillaume décroche la médaille d'argent des Championnats d'Europe juniors de Grosseto avec un saut à 13,97 m (+ 2,2 m/s).
Le 17 février 2018, elle remporte la médaille d'or des championnats de France en salle de Liévin et porte son record personnel à 14,07 m, son premier saut au-delà des 14 mètres. Elle bat Jeanine Assani-Issouf d'un centimètre.
En février 2023, elle est titrée aux Championnats de France d'athlétisme en salle à Aubière, dans le Puy-de-Dôme. Avec une marque à 13,48 m, elle devance Clémence Rougier et Aminata Ndiaye.
En juin 2024, elle remporte la médaille de bronze du triple saut  aux Championnats d'Europe à Rome.

## Palmarès

### International
| Date | Compétition                    | Lieu      | Résultat | Épreuve     | Marque  |
| ---- | ------------------------------ | --------- | -------- | ----------- | ------- |
| 2015 | Championnats du monde jeunesse | Cali      | 4e       | 100 m haies | 13 s 31 |
| 2015 | Championnats du monde jeunesse | Cali      | 4e       | Triple saut | 13,02 m |
| 2016 | Championnats du monde juniors  | Bydgoszcz | 9e       | Triple saut | 12,99 m |
| 2017 | Championnats d'Europe juniors  | Grosseto  | 2e       | Triple saut | 13,97 m |
| 2024 | Championnats du monde en salle | Glasgow   | 8e       | Triple saut | 14,01 m |
| 2024 | Championnats d'Europe          | Rome      | 3e       | Triple saut | 14,43 m |
| 2024 | Jeux olympiques                | Paris     | 12e      | Triple saut | 13,78 m |

### National
- Championnats de France d'athlétisme :
  - 2e du triple saut en 2020 et 2023, 3e en 2021.

- Championnats de France d'athlétisme en salle :
  - vainqueur du triple saut en 2018, 2023, 2024 et 2025.

## Records
| Épreuve          | Épreuve   | Performance | Lieu              | Date            |
| ---------------- | --------- | ----------- | ----------------- | --------------- |
| 60 m haies       | En salle  | 8 s 28      | Halle             | 4 mars 2017     |
| 100 m haies      | Plein air | 13 s 23     | Marseille         | 3 juin 2017     |
| Saut en hauteur  | Plein air | 1,83 m      | Montpellier       | 8 avril 2015    |
| Saut en hauteur  | En alle   | 1,82 m      | Aubière           | 31 janvier 2015 |
| Saut en longueur | Plein air | 6,14 m      | Salon-de-Provence | 10 octobre 2015 |
| Saut en longueur | En salle  | 6,26 m      | Nantes            | 15 février 2015 |
| Triple saut      | Plein air | 14,59 m     | Guadalajara       | 23 juin 2024    |
| Triple saut      | En salle  | 14,07 m     | Liévin            | 17 février 2018 |